# Пелагские острова
Пелагские острова (итал. Isole Pelagie) — самый южный архипелаг Италии, находящийся между Мальтой и Тунисом. Административно Пелагские острова являются коммуной Лампедуза и Линоза в составе сицилийской провинции Агридженто. Население островов — 6374 человек (2011). Площадь островов — 25,5 км².

## География

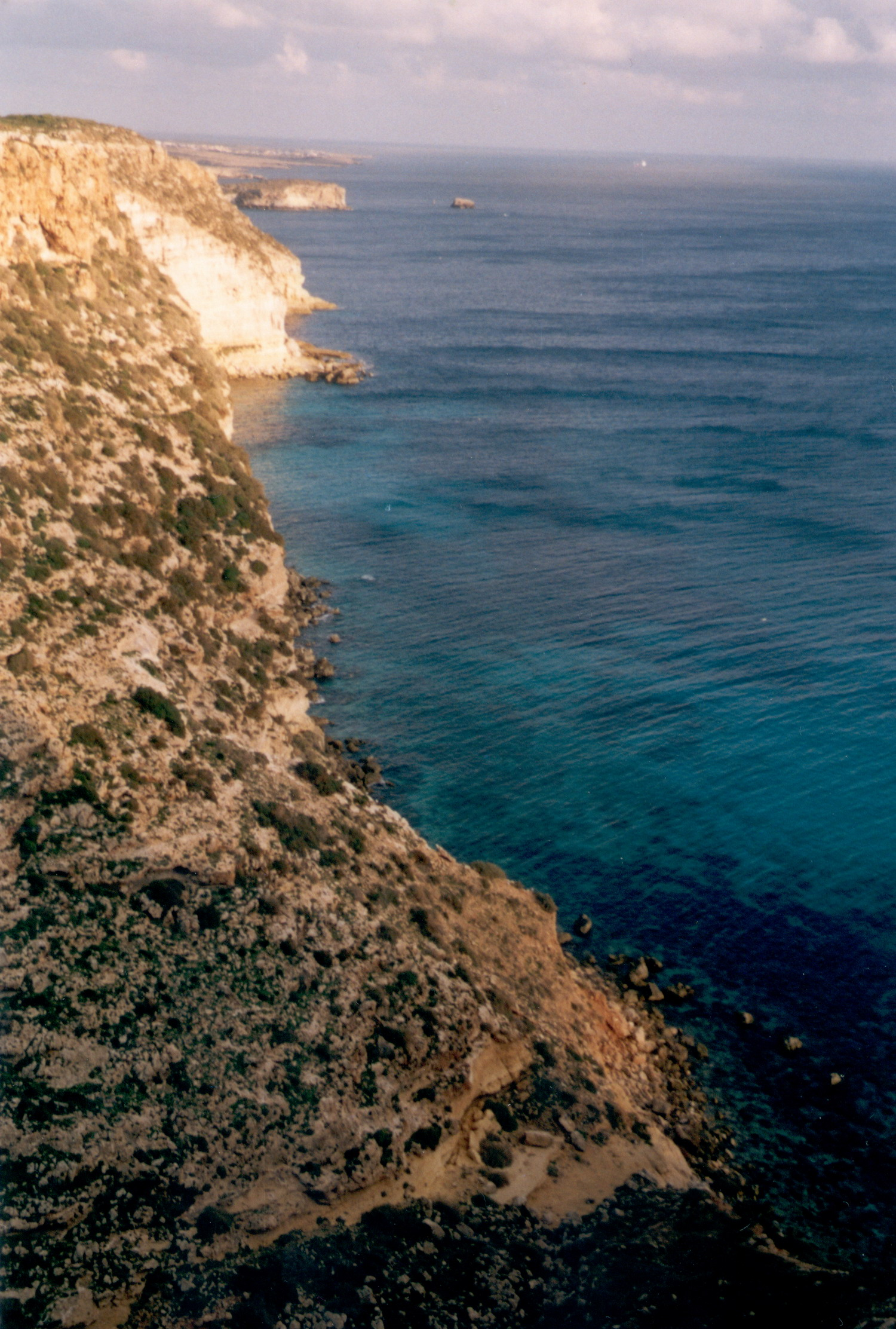
Южный берег Лампедузы

Архипелаг состоит из трёх вулканических островов: Лампедуза, Линоза и необитаемого Лампионе. Географически архипелаг относят к Африке. Высшая точка — 186 м над уровнем моря (Монте-Вулкано). На островах отсутствуют источники пресной воды, которая поступает только с дождями.

## История
Во время Наполеоновских войн Адмиралтейство рассматривало возможность приобретения Пелагских островов (равно как и Пантеллерии), для укрепления положения на недавно приобретённой Мальте, но в 1812 г. было решено, что предприятие повлечёт слишком много сопутствующих затруднений.

### Вторая мировая война
Как и расположенная неподалёку Пантеллерия, острова стали объектом десантных высадок союзников в июне 1943 г. В отличие от Пантеллирии, они не подвергались мощным воздушным атакам, однако Лампедуза всю ночь обстреливалась соединением крейсеров «Аврора», «Орион», «Пенелопа» и «Ньюфаундленд», при поддержке 6 эсминцев (операция «Гитара»). На следующий день, 12 июня, гарнизон в составе 4600 человек капитулировал. Остров был сильно укреплен, но не имел достаточных запасов питьевой воды. Эсминец «Нубиан» на следующий день захватил Линозу, Лампионе был занят 14 июня.

## Туризм и проблема с иммигрантами
Благоприятный климат и уникальная морская фауна (мальтийско-пелагская) привлекают туристов, однако, из-за близости к Африке (до Туниса чуть более 100 км), острова имеют проблемы с нелегальными иммигрантами, следующими в Европу.